# Thyene splendida
Thyene splendida es una especie de araña saltarina del género Thyene, familia Salticidae. Fue descrita científicamente por Caporiacco en 1939.
Habita en Etiopía.